# Patrick McLoughlin (Szenenbildner)
Patrick Jerome McLoughlin (* 20. Jahrhundert; † 12. September 2008 in Warminster, Wiltshire) war ein britischer Szenenbildner und Schauspieler.

## Leben
Patrick McLoughlin war von 1964 bis 1982 als Szenenbildner aktiv. In seiner 20-jährigen Karriere war er zweimal für den Oscar nominiert. Bei der Oscarverleihung 1965 für Becket (1965) zusammen mit Maurice Carter, John Bryan und Robert Cartwright sowie bei der Oscarverleihung 1970 für Königin für tausend Tage zusammen mit Carter und Lionel Couch. 
Er war außerdem als Szenenbildner in Filmen wie Alfred der Große – Bezwinger der Wikinger (1969) und Ein Mädchen in der Suppe (1970) aktiv. Neben seiner Arbeit im Art Department war er in der Fernsehserie Sir Francis Drake – Der Pirat der Königin als Schauspieler in der Rolle des Richard Trevelyan zu sehen.
Er verstarb am 12. September 2008.

## Filmografie

### Als Schauspieler
- 1961: Choirboys Unite! (Fernsehfilm)
- 1961–1962: Sir Francis Drake – Der Pirat der Königin (Sir Francis Drake)

### Als Set Dresser
- 1962: Das letzte Wort hat sie (A Pair of Briefs)
- 1963: Die eiserne Jungfrau (The Iron Maiden)
- 1964: Dschungel der Schönheit (The Beauty Jungle)
- 1964: Schüsse in Batasi (Guns at Batasi)
- 1968: Duffy
- 1982: Am Rande des Abgrunds (Five Days One Summer)

### Als Szenenbildner
- 1964: Becket
- 1965: Heiße Ware – Kalte Füße (The Intelligence Men)
- 1966: Arrivederci, Baby! (Drop Dead Darling)
- 1969: Alfred der Große – Bezwinger der Wikinger (Alfred the Great)
- 1969: Königin für tausend Tage (Anne of the Thousand Days)
- 1970: Ein Mädchen in der Suppe (There's a Girl in My Soup)
- 1974: Weiche Betten, harte Schlachten (Soft Beds, Hard Battles )
- 1982: Treasure Island (Fernsehfilm)